# Куломие (сирене)
Куломие (на френски: Coulommiers) е вид меко френско сирене с лека плесен. Името му идва от едноименното селище в департамент Сен е Марн в Ил дьо Франс. То много наподобява по-известното сирене бри, но се произвежда в по-малки и по-дебели пити. Маслеността му е 40%.